# Palmitinsäureethylester
Palmitinsäureethylester ist eine chemische Verbindung aus der Gruppe der Fettsäureester.

## Vorkommen
Palmitinsäureethylester ist eine der wichtigsten flüchtigen Verbindungen, die in gekochtem Reis, Wein und Luzhou-Rohlikör (und anderen Branntweinen) enthalten sind. Sie kommt natürlich in der Süßholzwurzel und Kamille vor.

## Gewinnung und Darstellung
Palmitinsäureethylester kann durch Durchleitung von Chlorwasserstoff durch eine alkoholische Lösung von Palmitinsäure gewonnen werden.

## Eigenschaften
Palmitinsäureethylester ist eine brennbare, schwer entzündbare, zerfließliche, weiße und geruchlose feste Masse, die bei etwas erhöhter Temperatur schmilzt und die praktisch unlöslich in Wasser ist. Oberhalb von 300 °C zersetzt sich die Verbindung. Es tritt in zwei Formen auf, die einen Schmelzpunkt von 19 °C und 24 °C haben.

## Verwendung
Palmitinsäureethylester dient zur Herstellung pharmazeutischer Cremes, Salben, Haut- und Haaröle.  Es wirkt als Gleitmittel auf den Hautoberflächen, um ein weiches und glattes Aussehen zu erhalten. Der Nachweis von Ethylmyristat, Ethylpalmitat, Ethyloleat und Ethylstearat in menschlichen Haaren wird in der Medizin als Marker für einen exzessiven Alkoholkonsum bestimmt.